# Arduinome
Az Arduinome egy MIDI-vezérlő eszköz, amely a nevezetes Monome interfészek funkcionalitását utánozza Arduino fizikai számítástechnikai platform alkalmazásával (az Arduino platform Atmel AVR mikrovezérlőket alkalmaz). Az Arduinome terveit nyílt forrású rendszerben közzétették, amelynek a licence csak a nem kereskedelmi célú felhasználást teszi lehetővé. Az Arduinome platform jelentős abból a szempontból, hogy a Monome eszközöknél olcsóbb alternatívát kínál és nagyobb mértékű módosítási és kísérletezési lehetőségeket biztosít az interfész működésében, így akár teljesen egyedi funkcionalitás is kialakítható ezen a platformon.
Megjegyzendő, hogy 2013 szeptemberében a Monome is kibocsájtott nyílt forrású eszközt, az Aleph nevű „adaptív hangszámítógépet”, amely egy 32 bites Blackfin DSP-t és egy Atmel AVR32 mikrovezérlőt tartalmaz.

## Fordítás
Ez a szócikk részben vagy egészben  az   Arduinome című angol Wikipédia-szócikk ezen változatának fordításán alapul.  Az eredeti cikk szerkesztőit annak laptörténete sorolja fel. Ez a jelzés csupán a megfogalmazás eredetét és a szerzői jogokat jelzi, nem szolgál a cikkben szereplő információk forrásmegjelöléseként.